# Habakuk Schmauch
Habakuk Schmauch ist eine Sagengestalt des 15. Jahrhunderts aus der Region um die Stadt Brandenburg an der Havel, deren historischer Hintergrund unklar ist.

## Legende

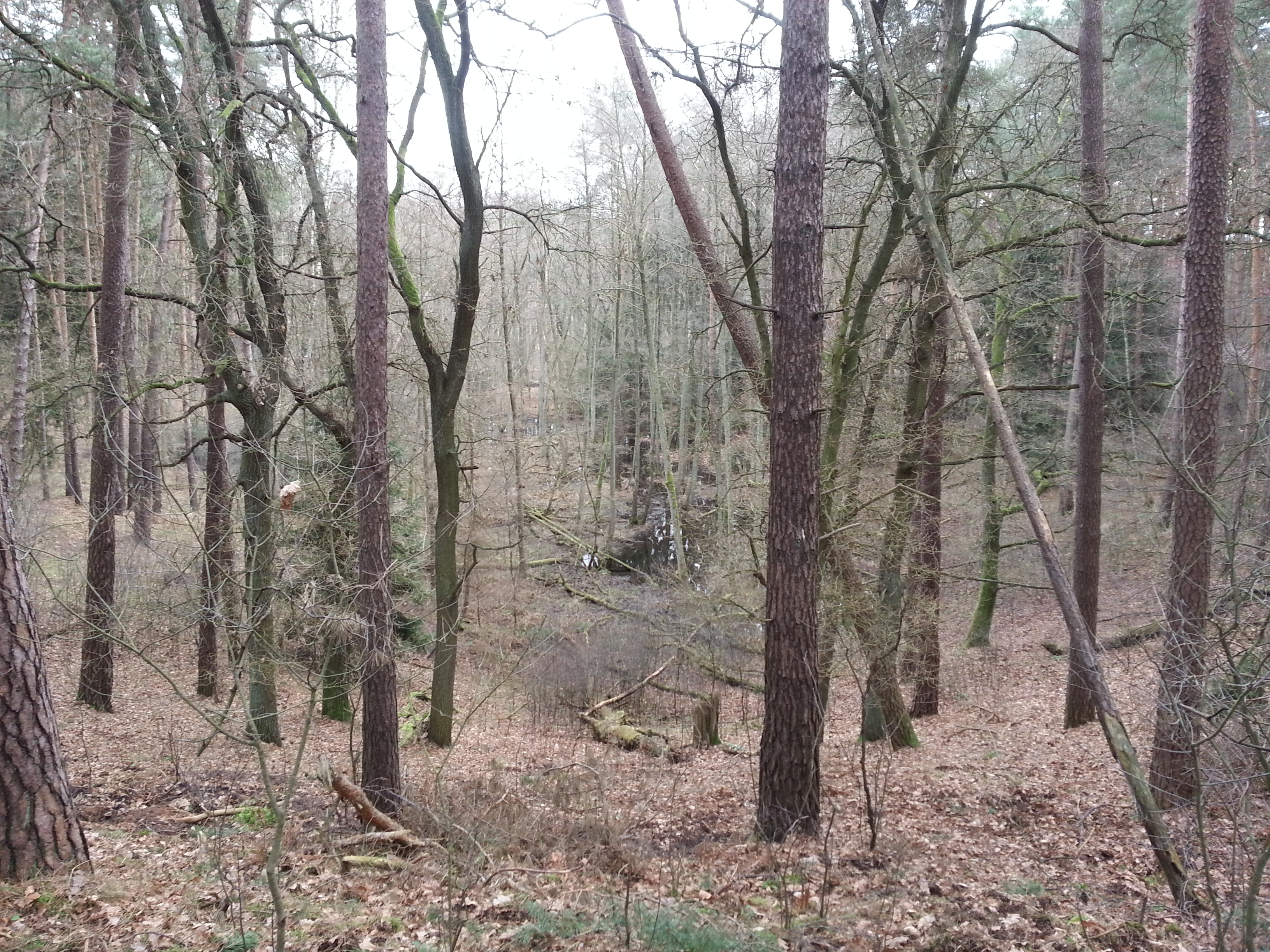
Der Diebesgrund bei Brandenburg an der Havel

Habakuk Schmauch soll Räuberhauptmann gewesen sein. Er habe mit seiner Bande Kaufmannszüge auf der damaligen Haupthandelsstraße, der Heerstraße Brandenburg–Magdeburg, überfallen und ausgeraubt. Schlupfwinkel der Bande sei der Diebesgrund, ein eiszeitliches Tal am Rand der Karower Platte südlich des Möserschen Sees, gewesen. Dieser Diebesgrund liegt in der Neustädtischen Heide, einem ausgedehnten Waldgebiet, welches zur angenommenen Zeit Schmauchs zur selbstständigen Neustadt gehörte.
Nach einem Raubüberfall auf einen Kaufmannszug sei von der Bande eine Kaufmannstochter entführt worden, die Habakuk zu seiner Frau gemacht habe. Diese sei durch einen Schwur gebunden worden, keinem Menschen vom Versteck der Bande zu berichten. Bei einer sich bietenden Gelegenheit jedoch floh sie in die Neustadt, wo sie vor der damals noch dort stehenden Statue des Rolands kniend diesem ihr Leid klagte. Sie wolle ihm den Weg zur Bande zeigen. Bürger der Neustadt, die das Mädchen hörten, verständigten den Rat der Stadt. Einer Gruppe Bewaffneter sei es daraufhin gelungen, Habakuk Schmauch und seine Bande zu überwältigen und gefangen zu setzen. Nach seiner Verurteilung zum Tode sei Schmauch auf dem Richtplatz der Neustadt an der Heerstraße, am Büttelhandfassgraben, gerädert worden.